# L'Enchanteur pourrissant

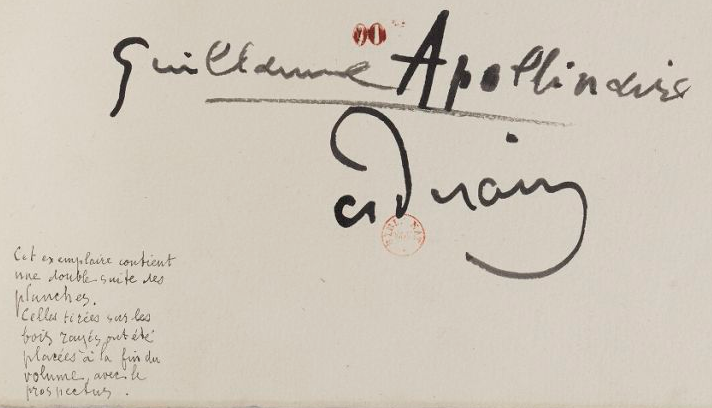
Bandeau lettrine portant la signature de Guillaume Apollinaire

L'Enchanteur pourrissant est une œuvre de Guillaume Apollinaire, écrite à dix-huit ans, publiée en 1909, et centrée sur le personnage de Merlin, issu de la légende arthurienne. Mélange de théâtre, de poésie et de roman, il contient un très grand nombre de références aux mythologies antiques, en particulier celtique, et à la Bible.
Le manuscrit autographe a été découvert, puis vendu le mercredi 18 mai 1988.